# Heterophasia auricularis
La sibia de Formosa  (Heterophasia auricularis) es una especie de ave paseriforme de la familia Leiothrichidae endémica de Taiwán. Su hábitat natural es el bosque templado.